# Voice Mate
Voice Mate (прежние названия Quick Voice и Q Voice) — виртуальный ассистент, доступный в качестве встроенного приложения для девайсов LG Optimus, G and Vu Optimus Vu, Optimus LTE II, L7, L9 and L9 II, Optimus F3, Optimus F5, Optimus F6, Optimus F7, Optimus G, Optimus G Pro, G2, G Pad 8.3,Vu 3 и других устройств линейки Optimus. Приложение использует интерфейс на естественном языке, отвечает на вопросы, даёт рекомендации, а также выполняет действия, направляя запросы к набору веб-сервисов. Разработан на основе приложения Maluuba.
Функционал Voice Mate включает в себя планирование встреч, открытие приложений, установку сигнализации, обновление страниц в социальных сетях (Facebook, Twitter и т. д.) и навигацию. Voice Mate может работать в многозадачном режиме, а также автоматические выполнять ряд функций, например, включение двигателя автомобиля.